# 小行星84095
小行星84095（84095 Davidjohn）是一颗绕太阳运转的小行星，为主小行星带小行星。该小行星于2002年8月发现。
該小行星以發現者羅伯特·D·馬森（Robert D. Matson）的父親大衛·約翰·馬森（David John Matson）命名。

## 轨道参数
小行星84095的轨道半长轴为2.4680741 UA，离心率为0.130。